# Baronia de Passavante
Passavante (em francês: Passavant) ou Passava (em grego: Πασσαβάς) foi um feudo franco medieval do Principado da Acaia localizado nas montanhas entre a península de Mani e a planície da Lacônia, na península do Peloponeso, na Grécia. Era centrado na fortaleza de Passavante ou Passava. Esteve entre as doze baronias originais do Principado da Acaia, mas foi conquistada pelos bizantinos no começo da década de 1260.

## História
A Baronia de Passavante foi a última das 12 baronias seculares originais do Principado da Acaia a ser estabelecida. Enquanto muitas das outras foram formadas ca. 1209, após a conquista da península pelos cruzados, Passavante foi criada logo depois 1218/1220 pelo cavaleiro francês João de Nully. Ele estabeleceu a fortaleza de Passavante ou Passava — uma corruptela de "passe avant", provavelmente um grito de guerra ou lema da família Nully, contudo é também encontrado como um topônimo no nordeste da França — nas montanhas entre a península de Mani e a planície da Lacônia.
João de Nully é geralmente considerado como filho de Vilaino de Nully, um nativo de Nully e amigo íntimo do historiador Godofredo de Vilearduin João não tomou a cruz até 1218, e chegou ao Peloponeso provavelmente não antes de 1220. Sua baronia provavelmente compreendia territórios recém-conquistados — não foi até ca. 1248, com a queda da última fortaleza bizantina, Monemvasia, que a Lacônia foi totalmente pacificada — com quatro feudos cavalheiriços. Foi militarmente importante, uma vez que vigiavam os indisciplinados maniotas e os habitantes eslavos do Monte Taigeto, e Nully foi nomeado marechal hereditário da Acaia.
Virtualmente nada é mencionado sobre a baronia ou seus feudos nas fontes. Para preencher o período entre sua fundação e os anos 1260, o historiador Karl Hopf sugeriu que houve dois barões de Passavante, ambos chamados João, mas esta conjectura foi rejeitada por Antoine Bon. João de Nully casou-se com a filha do barão de Ácova Gualtério de Rosières e teve uma única filha: Margarida de Passavante, a herdeira comum de Passavante e Ácova. Contudo, Margarida nunca adquiriu sua herança, pois residiu na corte bizantina de Constantinopla como refém de 1262 até ca. 1275. No meio tempo, Passavante caiu para os bizantinos durante as primeiras ofensivas deles no Peloponeso, ca. 1263, e a Baronia de Ácova foi confiscada pelo príncipe, pois Margarida demorou muito para reivindicar sua herança. No final, após uma luta legal, ela recebeu um terço da Baronia de Ácova.